# Oude Bakelsedijk
De Oude Bakelsedijk maakt deel uit van de verbinding tussen Bakel, De Mortel, Eindhoven, Helmond, Nijmegen, Oploo en Gemert. De historische handelsroute tussen de bovenvernoemde dorpen en steden werd gebruikt voor het vervoeren van goederen en personen. Goederen waren onder andere turf, dat werd gebruikt als brandstof, stalstrooisel en meststof, en agrarische producten.

## Geschiedenis
De Oude Bakelseweg was gelegen op een zandrug door het veen. Uit archeologische vondsten blijkt dat er in de steentijd al mensen in de directe nabijheid woonden. Later hadden de inwoners van omliggende dorpen het recht om in het veen turf te winnen voor eigen gebruik, de weg fungeerde hierbij als aan- en afvoerroute. Rond 1810 was deze onverharde zandweg een van de slechts twee doorgaande wegen in de huidige gemeente Gemert-Bakel.
Ook de Teuten maakten voor hun handelsreizen gebruik van de weg. De bewoners van de dorpen Bakel, Milheeze en De Mortel reisden er langs naar Helmond, Eindhoven, Oploo en Nijmegen. De verbinding bevorderde de groei van de dorpen.
De Oude Bakelsedijk is weinig veranderd, het is anno begin 21e eeuw nog steeds een uitgesleten onverhard zandpad.